# Marly Bulcão
Profª Dra. Marly Bulcão Lassance Britto (n. Río de Janeiro, 1939) es una filósofa, epistemóloga, y una universitaria de Río de Janeiro. Pertenece a esa generación que llegó a la filosofía a través de la enseñanza de José Américo Pessanha. Y ella misma ha contribuido a hacer más conocido en el Brasil el pensamiento de Gaston Bachelard. Siguiendo el camino de ese filósofo, comenzó a interesarse en sus predecesores, como Léon Brunschvicg, y en sus contemporáneos como Ferdinand Gonseth, y aún de los propios sucesores como François Dagognet.
Posee una licenciatura en filosofía, y su maestría, en 1979 y el doctorado, en 1990, en la misma disciplina científica, por la Universidad Federal de Río de Janeiro, habiendo realizado el posdoctorado en el «Centre de Recherche Gaston Bachelard», en la Universidad de Bourgogne, en Dijon, Francia, en 2002.
En la actualidad ejerce actividades de enseñanza, investigaciones, y supervisión de doctorandos, en la Universidad del Estado de Río de Janeiro, con una beca de la FAPERJ como "Investigador Emérito".

## Algunas publicaciones
En francés
- Bachelard au Brésil. Cahiers Gaston Bachelard N°. 4. Ediciones Universitaires de Dijon, 2001

- Bachelard raison et imagination: achelard razão e imaginação. Editores Nucleo interdisciplinar de Estudos e Pesquisas em filosofia, Universidae Estadual de Feira de Santana, 383 p. 2005 ISBN 85-7395-123-0

- Bachelard: un regard brésilien (con Jean-Luc Pouliquen), prefacio de François Dagognet. Colección Ouverture philosophique. L'Harmattan, 145 p. 2007 ISBN 2-296-02310-X

- Gaston Bachelard, ou, Le rêve des origines (con Jean-Luc Pouliquen). Colección Ouverture philosophique. L'Harmattan, 136 p. ISBN 2-296-03478-0

- Promenade brésilienne dans la poétique de Gaston Bachelard, prefacio de François Dagognet. Colección Ouverture philosophique. L'Harmattan, 2010

En portugués
- O Racionalismo da Ciência Comtemporânea: uma análise da epistemologia de Gaston Bachelard. Editora UEL, Londrina, 148 p. 1999 ISBN 85-7216-198-8 3ª edición, São Paulo: Idéias e Letras, 230 p. 2009

- Bachelard, pedagogía da razão, pedagogía da imaginação (con Elyana Barbosa). Editora Vozes, Petrópolis, 104 p. 2004 ISBN 85-326-2926-1

- Une philosophe au Brésil: entretiens avec Jean-Luc Pouliquen (con Jean-Luc Pouliquen). Editor les Cahiers de Garlaban, 45 p. 2004 ISBN 2-913187-12-9

- Iº encontro do grupo de trabalho, ANPOF, filosofia contemporânea de expressão francesa. Universidade do estado do Rio de Janeiro, [lunes, 29 de agosto de 2005]. Editores	marly Bulcão, jean-luc Pouliquen, & Associação nacional de pós-graduação em filosofia (Brésil), & les Cahiers de Garlaban, 48 p. 2005 ISBN 2-913187-14-5

- O Idoneísmo de Ferdinand Gonseth: Uma filosofia da razão dialogada. Editora UAPÊ, 165 p. 2007. ISBN 85856666842007

- Sartre e seus contemporaneos: Ética, Racionalidade e Imaginario (con Constança Marcondes Cesar). Editor Ideias & Letras. 208 p. ISBN 85-7698-019-3

- O gozo do conhecimento e da imaginação - François Dagognet diante da ciência e da arte contemporânea. Editorial Mauad X, 244 p. 2010 ISBN 85-7478-345-5

### Capítulos de libros
- Bachelard e Dagognet: duas perspectivas diferentes diante do binômio razão/imaginação. En: Catarina Sant'Anna (org.) Para leer Gaston Bachelard-ciência e arte. 1ª edición Salvador: Editora UFBA, 2010, p. 177-189

- En philosophant dans la "Cidade Maravilhosa". En: Luc Vidal (org.) Incognita - Dossier Rufus. Nantes: Éditions du Petit Véhicule, 2009, volumen 4, p. 46-49

- Il Binomio Natura-Cultura - La Prospetiva Di Gaston Bachelard. En: Valeria Chiore (org.) Bachelardiana - Filosofia della Natura. 1ª edición Génova: Il Melangolo, 2009, p. 17-24

- Bachelard, Lautréamont e Caillois dinanzi alle linee di forza dell'immaginazione. En: Valeria Chiori e Giulio Raio (org.) Bachelardiana-Immaginazione Materiale. 1ª edición Génova: Recco, 2007, p. 19-28